# 72 Leonis
72 Leonis (72 Leo o FN Leonis) è una stella gigante rossa di classe spettrale M3 III situata nella costellazione del Leone. Si tratta, come gran parte delle giganti rosse, di una variabile semiregolare pulsante, e come variabile è conosciuta anche con la denominazione di FN Leonis. Dista dalla Terra 6653 anni luce.